# Organon
Pour les articles homonymes, voir organon (homonymie).
L'Organon (« outil » ou « instrument » en grec ancien) est le nom scolastique utilisé pour désigner un ensemble de traités, principalement de logique, attribués à Aristote. Le titre d'Organon n'est pas d'Aristote ; il est mentionné pour la première fois par Diogène Laërce. Le fait même d'utiliser le terme d'« instrument » pour désigner les traités logiques d'Aristote n'est pas neutre, mais prend place dans le cadre d'un débat philosophique, les stoïciens affirmant que la logique constitue une part entière de la philosophie, tandis que les péripatéticiens tardifs du Lycée considéraient qu'il ne s'agissait que d'un outil.
La composition précise de l'Organon a varié selon les commentateurs, certains en particulier voulant inclure la Rhétorique et la Poétique. L'unité de conception qu'on attribue à ces traités dépend de la composition qu'on effectue ; inversement, on ne conçoit pas le même sens et la même fonction à l'Organon selon qu'on y inclut tel ou tel traité. 
Au Moyen Âge, l'étude de la logique aristotélicienne était traditionnellement précédée de l'Isagogè, le commentaire de Porphyre.

## Les traités composant l'Organon
Aristote y expose de manière systématique les formes de la pensée et de la démonstration comme condition de la science. Les traités formeraient ainsi un ensemble complet dont les parties se suivent selon un ordre déterminé. En fait, ce sont davantage les commentateurs eux-mêmes qui ont créé cette apparente systématicité. Ainsi, c'est Boèce qui place les Catégories en premier, ce qui lui permet de constituer une unité organique, qui demeure contestable.
Selon une catégorisation utilisée, l'Organon comprend et se classe de la façon suivante :
- Catégories, une analyse des éléments les plus simples des propositions ;
- De l'interprétation, étude de la proposition et introduction en philosophie du carré logique ;
- Premiers Analytiques, qui exposent les règles et les formes du syllogisme en général ;
- Seconds Analytiques, qui exposent la théorie du syllogisme scientifique (ou démonstration proprement dite) reposant sur des prémisses immédiatement vraies ;
- Topiques, qui exposent les lieux de la dialectique ;
- Réfutations sophistiques, qui exposent les principaux sophismes et les moyens de les réfuter.

On y joint parfois la Rhétorique et la Poétique. 

## Chronologie de l'Organon
Cette présentation systématique ne signifie pas que ces œuvres furent rédigées dans cet ordre. En effet, on trouve plusieurs renvois qui montrent que « l'ordre logique », du moins celui qui nous a été légué par Théophraste, selon sa conception logique des traités aristotéliciens, n'est pas l'ordre chronologique : Les Analytiques sont ainsi citées dans le chapitre X du traité De l'interprétation ; et au livre I, §1 des Analytiques, il est question des Topiques. Mais ceci tout aussi bien peut s'expliquer par une réécriture des œuvres au cours de la vie d'Aristote.
Est-ce Aristote qui disposa ces livres selon l'ordre que nous leur connaissons aujourd'hui ? Les propos d'Aristote semblent bien montrer que celui-ci avait une idée précise de l'ordre de sa logique. Pour lui, en effet, les démonstrations doivent être fondées sur certains éléments ou principes (i.e. les Catégories) ; ensuite, les raisonnements sont de trois sortes :
- Le syllogisme logique ;
- Le syllogisme dialectique ;
- Le syllogisme sophistique.

Aristote déclare clairement que les Analytiques sont consacrées aux syllogismes, et que les Topiques enseignent l'art de la conjecture et de la discussion. 
Dans la Métaphysique, Aristote distingue de même manière l'étude et la recherche philosophique qui porte sur la vérité, la dialectique qui porte sur le « probable » (endoxon), et la sophistique, qui ne donne qu'une apparence de réalité. Toutefois, Aristote précise aussi clairement que l'étude de la dialectique et de la rhétorique est utile à la philosophie et aux sciences, en ce que l'étude de l'endoxon est un préalable à l'étude scientifique aux Seconds Analytiques.

## Logique aristotélicienne
« C'est une logique des termes où une proposition consiste en l'attribution d'un prédicat B à un sujet A, le lien étant assuré par un verbe. La proposition peut être : « B appartient à A » ou « B est affirmé de A » ou « B est prédiqué de A »...Selon lui il y a dix manières de prédiquer qui sont autant de catégories. Par un jeu de transformations grammaticales, il n'a retenu que les catégories logiques de qualité et de quantité... Au Moyen Âge la  formulation scolastique devient « S(ujet) est P(rédicat) » avec la copule « est » (montrant le lien moral). ».